# Leiothlypis crissalis
Leiothlypis crissalis е вид птица от семейство Parulidae.

## Разпространение
Видът е разпространен в Мексико и САЩ.